# Haniska (Košice-okolie)
Haniska (inoffiziell, aber verbreitet auch „Haniska pri Košiciach“; ungarisch Enyicke) ist eine Gemeinde im Osten der Slowakei, mit 1572 Einwohnern (Stand 31. Dezember 2024). Administrativ gehört sie zum Okres Košice-okolie, der ein Teil des Bezirks Košický kraj ist. Laut Volkszählung 2001 (1390 Einwohner) ist Haniska fast ausschließlich slowakisch (98,9 %); konfessionell dominiert die römisch-katholische Kirche mit 92,3 %.

## Geographie
Die Gemeinde liegt im Talkessel Košická kotlina zwischen den Bächen Sokoliansky potok und Belžanský potok. Das Gemeindegebiet ist weitgehend entwaldet. Das Ortszentrum befindet sich auf einer Höhe von 216 m n.m. Haniska ist 13 Kilometer von Košice entfernt.
Verwaltungstechnisch gliedert sich die Gemeinde in Gemeindeteile Grajciar und Haniska.

## Geschichte
Der Ort wurde zum ersten Mal 1267 als Ezenca schriftlich erwähnt. Der Name soll vom slawischen Janisko abgeleitet werden. Seit dem späten 13. Jahrhundert wechselte der Ort oft seine Besitzer. Urkunden aus den Jahren 1332–1337 bestätigen die Existenz einer Pfarrei, wo es schon eine dem Hl. Stephan geweihte steinerne Kirche gab. 1427 hatte Haniska 29 Porta, 1553 blieben nur 19.
1672 fand beim Ort eine Schlacht zwischen den kaiserlichen Truppen und einem Heer der Kuruzzen. Vom Ende des 18. Jahrhunderts bis zur Revolution 1848/49 war Haniska eine Minderstadt mit Marktrecht. 1828 gab es hier 229 Häuser und 937 Einwohner, die sich überwiegend mit Landwirtschaft beschäftigten.
Bis 1919 gehörte der im Komitat Abaúj-Torna liegende Ort zum Königreich Ungarn und kam danach zur neu entstandenen Tschechoslowakei. Ende 1925 wurde hier die erste Rundfunksendung in der Slowakei probeweise ausgestrahlt. 1938–1945 lag der Ort auf Grund des Ersten Wiener Schiedsspruchs noch einmal in Ungarn.

## Bevölkerung
| Jahr                | 1994 | 2004    | 2014    | 2024    |
| ------------------- | ---- | ------- | ------- | ------- |
| Anzahl der Personen | 1323 | 1365    | 1474    | 1572    |
| Unterschied         |      | +3,17 % | +7,98 % | +6,64 % |

| Jahr                | 2023 | 2024    |
| ------------------- | ---- | ------- |
| Anzahl der Personen | 1557 | 1572    |
| Unterschied         |      | +0,96 % |

## Kultur
|  |